# Joanny-Philippe Lagrula
| (775) Lumière | 6 janvier 1914 |

Joanny-Philippe Lagrula (1870-1941) est un astronome français. Il est quelquefois référencé comme Philippe Lagrula.

## Biographie
En 1901, il soutient sa thèse pour le doctorat ès sciences intitulée Étude sur les occultations d'amas d'étoiles par la Lune avec un catalogue normal des Pléiades à l'université de Lyon. À l'époque, les occultations des Pléiades par la Lune sont importantes pour vérifier la correspondance de la position réelle de la Lune avec celle prédite par les calculs.
Il travaille tout d'abord à l'observatoire de Lyon. Le 1er août 1906, il devient directeur de l'observatoire de Quito, poste qu'il occupe pendant quelques années[évasif]. Il travaille ensuite[Quand ?] à l'observatoire de Nice jusqu'en 1924, où il rejoint le personnel de l'observatoire d'Alger. Il en est ensuite le directeur de 1931 à 1938, à la suite de François Gonnessiat, qui avait pris sa retraite. Son parcours de carrière est quasi identique à celui de François Gonnessiat, qui avait aussi travaillé à Lyon, Quito et Alger.
Il a eu deux enfants : Jean-Louis Lagrula, astronome également, et Reine Lagrula, épouse Fleureau.
Il découvrit un astéroïde : (775) Lumière. L'astéroïde (1412) Lagrula porte son nom.